# Cecenia (film)
Cecenia è un film del 2004 diretto da Leonardo Giuliano e interpretato da Gianmarco Tognazzi.

## Trama
Il film racconta la morte del giornalista Antonio Russo avvenuta a Tblisi in Georgia nel 2000, durante un suo reportage sulla guerra in Cecenia.

## Distribuzione
A causa dell'argomento ostico e semi-sconosciuto dal pubblico italiano, il film è stato distribuito direttamente in DVD-Video.